# Roriz (Chaves)
Roriz is een plaats (freguesia) in de Portugese gemeente Chaves en telt 211 inwoners (2001).